# مقبرة ومحرقة ماكواري بارك
مقبرة ومحرقة ماكواري بارك (بالإنجليزية: Macquarie Park Cemetery and Crematorium)‏، التي عُرفت سابقًا باسم المقبرة العامة للضواحي الشمالية (بالإنجليزية: Northern Suburbs General Cemetery)‏ هي مقبرة ومحرقة في الضواحي الشمالية بمدينة سيدني الأسترالية، وهي لا تختص بطائفة دينية أو عرقية أو ثقافية معينة.

## من أبرز المدفونين بالمقبرة

### سياسيون
- بوب هوك (توفي سنة 2019): رئيس وزراء أستراليا الثالث والعشرون(1983 ـ 1991).
- بيلي هيوز (توفي سنة 1952): رئيس وزراء أستراليا السابع (1915 ـ 1923)، وزوجته ماري هيوز (توفيت سنة 1958).
- السير جون كير (توفي سنة 1991): حاكم أستراليا العام (1974 ـ 1977)، وزوجته الثانية الليدي آن كير (توفيت سنة 1997).

### علماء
- ألكسندر جونسون (عالم) (توفي سنة 1997): عالم نبات.

### رجال قانون
- سيريل والش (توفي سنة 1973): قاضٍ بالمحكمة العليا الأسترالية.

### أدباء
- فرنسيس ويب (توفي سنة 1973): شاعر أسترالي.

### فنانون
- هيثر بيج (توفيت سنة 2009): مغنية ومغنية أوبرا نيوزيلندية.

## أعلام
- بيلي هيوز
- أرت جيلكريست
- جون كير
- ألان فونتين
- بوب هوك

## وصلات خارجية
- الموقع الرسمي (بالإنجليزية)